# Stamira

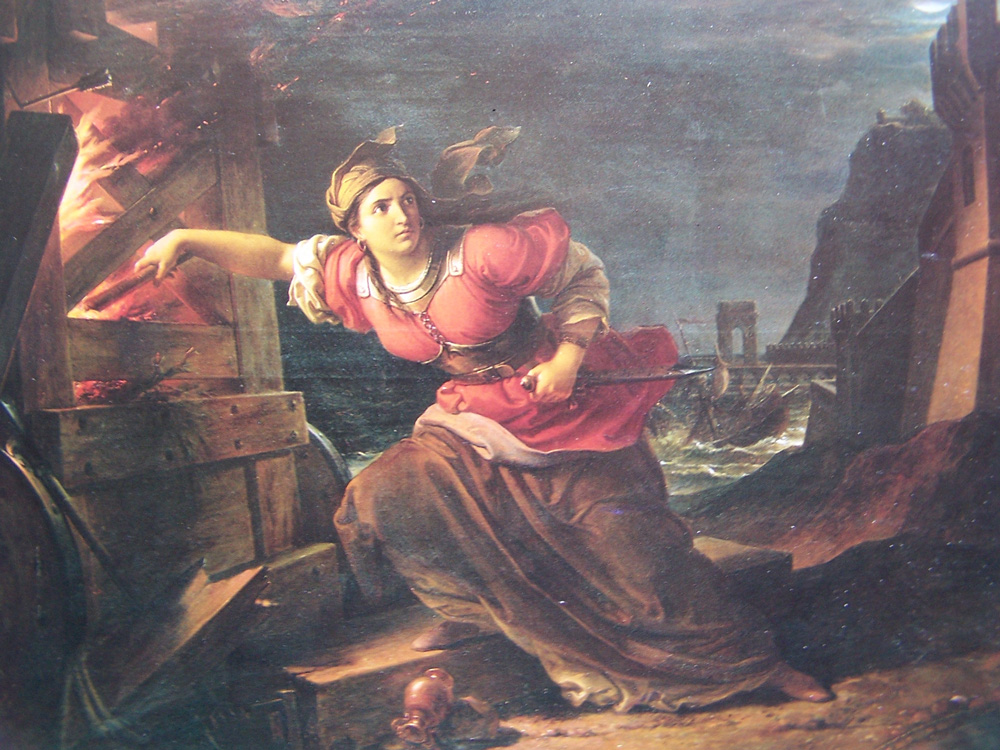
"Stamira", pintura de 1877 de Francesco Podesti.

Stamira (às vezes escrita Stamura) (data de nascimento desconhecida - Ancona, 1 de setembro de 1173) foi, de acordo com uma tradição de longa data, uma mulher heroica e abnegada que salvou a cidade de Ancona durante o cerco de 1173 pelo Sacro Imperador Romano Frederico Barbarossa. Sua memória foi posteriormente retomada com destaque pelo nacionalismo italiano.

## Antecedentes
O imperador Frederico Barbarossa guardava rancor de longa data de Ancona, uma das repúblicas marítimas italianas, pela sua afirmação de independência. Ancona já havia resistido obstinadamente e com sucesso a uma tentativa anterior de ocupação imperial em 1167. Além disso, para contrabalançar o poder do Sacro Império Romano, os anconitanos fizeram uma submissão voluntária ao imperador bizantino Manuel I Comneno, e os bizantinos mantiveram representantes na cidade.
No final de maio de 1173, as forças imperiais, comandadas por Christian von Buch, arcebispo de Mainz, sitiaram Ancona. Na preparação para esta etapa, as tropas imperiais já haviam solicitado e obtido a aliança naval da República de Veneza. Apesar do conflito em curso entre o Império e as cidades italianas associadas na Liga Lombarda, da qual Veneza também fazia parte, Veneza teve o prazer de aproveitar esta ocasião para se livrar de Ancona, um rival de longa data para o comércio marítimo no Adriático e Mediterrâneo. A combinação do Exército Imperial por terra e da Marinha Veneziana por mar apresentou à República de Ancona um desafio formidável.

## O auto-sacrifício heroico de Stamira
O cerco durou mais de quatro meses. Durante um momento particularmente difícil do cerco, os habitantes de Ancona conseguiram atirar um barril contendo resina e piche na frente dos sitiantes - mas era muito perigoso acendê-lo. Foi neste momento que a viúva Stamira saiu corajosamente das muralhas, empunhando um machado com o qual partiu o barril e ateou fogo, destruindo assim parte das máquinas de guerra dos sitiantes – mas ao preço de ser morta. Graças a este sacrifício, os habitantes de Ancona puderam sair das muralhas por um curto período de tempo, para se abastecerem de alimentos e continuarem a resistência da cidade.
Isso deu a Ancona tempo até meados de outubro, quando os reforços vieram dos aliados de Ancona, Aldruda Frangipane, condessa de Bertinoro, e Guglielmo Marcheselli, chefe guelfo de Ferrara. A chegada destas forças fez com que as tropas imperiais e venezianas levantassem o cerco.